# Монтефијасконе
Монтефијасконе (итал. Montefiascone) је насеље у Италији у округу Витербо, региону Лацио.
Према процени из 2011. у насељу је живело 10637 становника. Насеље се налази на надморској висини од 570 м.

## Становништво
Према резултатима пописа становништва 2011. у општини је живело 13.388 становника.
| 1931.  | 1936.  | 1951.  | 1961.  | 1971.  | 1981.  | 1991.  | 2001.  | 2011.  |
| ------ | ------ | ------ | ------ | ------ | ------ | ------ | ------ | ------ |
| 10.864 | 11.277 | 11.563 | 12.054 | 11.819 | 12.508 | 12.656 | 12.653 | 13.388 |